# НФЦ Југ
НФЦ Југ (енгл. NFC South) или Јужна дивизија Националне фудбалске конференције (енгл. The National Football Conference South Division), је једна од четири дивизије НФЦ-а. Настала је 2002. године од када у НФЛ-у наступају 32 клуба.

## Клубови
У Дивизији Запад наступају четири клуба:
Тампа Беј баканирси имају 3 победничка наслова дивизије НФЦ Запад, а следе их Каролина пантерси са 2 победа.